# 샘 마테카네
은초코아네 새뮤얼 마테카네(영어: Ntsokoane Samuel Matekane, 1958년 3월 15일 ~ )는 레소토의 기업인이자 정치인으로, 현재 레소토의 총리이다. 출마하기 전에는, 그가 레소토에서 가장 부유한 사람으로 여겨졌다. 마테카네는 정부가 발행한 건설 계약을 통해서뿐만 아니라 다이아몬드 채굴로 부를 쌓았다. 그는 1986년에 자신의 회사인 MGC를 설립했다.
2022년 3월, 마테카네는 자신의 호텔에서 기자 회견을 열고 번영을 위한 혁명(RFP) 정당을 결성했다. 마테카네는 소셜 미디어의 입지가 두터운 정치 캠페인을 자부담하여 2022년 레소토 총선에서 승리했다.
MGC를 통해 마테카네는 국내 여러 프로젝트에 자금을 지원했다. 마테카네는 만초네 마을에 축구 경기장, 학교, 컨벤션 센터 및 비용 분담 주인-농부 계획 농장 건설에 자금을 지원했다. 코로나19 범유행 기간 동안, 그는 검사 장비, 백신 및 기타 의료 필수품을 구입하여 기부했다. 그는 경찰 제복으로 800만 로티, 레소토 방위군을 위한 장비로 200만 로티에 달하는 기부를 했다.

## 사업
마테카네는 1986년 건설장비 판매 사업으로 설립된 MGC의 설립자이자 최고경영자(CEO)로, 정부로부터 낡고 파손된 차량을 구입해 수리한 뒤 정부에 되팔았고, 이후 광업, 항공, 부동산 개발, 농업 등의 분야로 사업을 확장해 호텔을 오픈했다.
기업의 성장은 특혜와 정치적 부패에 대한 의혹이 제기되면서 정부 입찰을 통해 크게 뒷받침되었고, 이후 정당성에 의문이 제기되었다.

## 정치
2022년 레소토 총선을 몇 달 앞둔 2022년 3월, 마테카네는 번영을 위한 혁명(RFP)이라는 정당을 창당했다. 그는 자신을 국가 경제계의 "보호자", 레소토 정치에 안정을 가져다 줄 "구세주의" 지도자, 2017년 이후 경험해온 "부패"를 끝내고 레소토를 다시 침체에서 구해낼 수 있는 국가의 "유일한 사업가"로 배치했다. 마테카네는 필요한 어떤 방법을 써서라도 "Make Lesotho Great Again"이라고 말했다.
그의 선거 운동 기간 동안, 마테카네는 그의 반대자들이 더 이상 레소토의 최선의 이익을 위해 봉사하지 않는다고 비난했다. 그는 선거 운동을 하는 동안 아웃사이더로 여겨졌고, 그 지위는 대중 투표를 얻는데 도움을 주었다. 마테카네의 RFP 당은 국회에서 절대 다수 의석에 5석 모자란 채로 마쳤다. 단독으로 통치하기에는 단순한 과반에 미치지 못하는 마테카네는 의회에서 각각 3석 이하의 두 정당인 민주연합과 경제변화운동으로 연립 정부를 구성했다.